# Arum concinnatum
Arum concinnatum är en kallaväxtart som beskrevs av Heinrich Wilhelm Schott. Arum concinnatum ingår i Munkhättesläktet och i familjen kallaväxter. Inga underarter finns listade.

## Bildgalleri

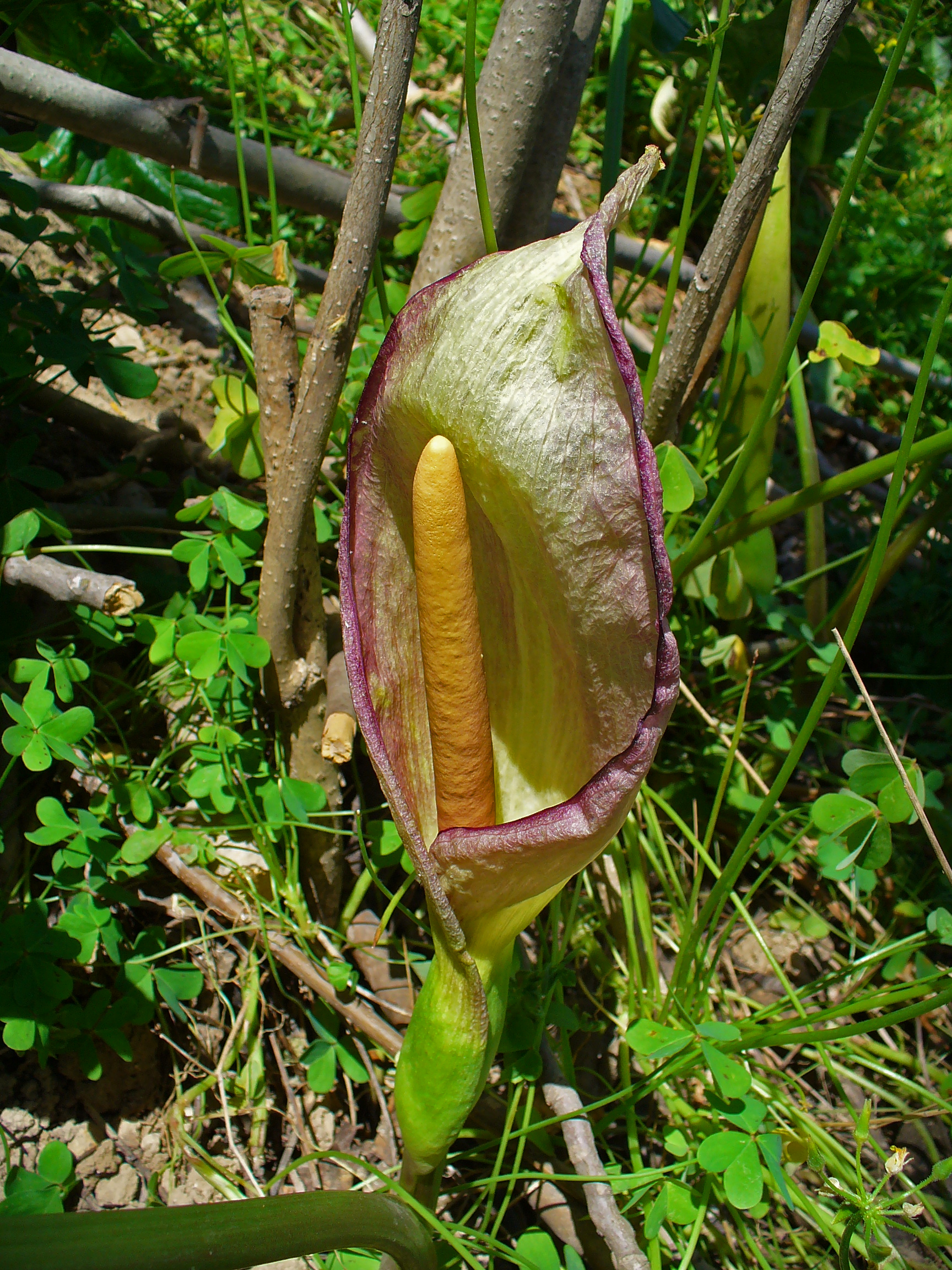